# Christine Wolf
Christine Wolf (ur. 5 marca 1989 w Rumie) – austriacka golfistka, uczestniczka igrzysk olimpijskich w Rio de Janeiro. W 2019 roku klasyfikowana jako 270. zawodniczka światowego rankingu. 

## Igrzyska olimpijskie
Ukończyła studia na uniwersytecie w Tennessee. Wzięła udział w igrzyskach olimpijskich w 2016 roku w turnieju golfowym kobiet, na którym zdobyła 293 punktów. Rezultat ten dał jej 43. miejsce w końcowej klasyfikacji.